# Brewster's Millions (1935)
Brewster's Millions (Brasil: O Galã da Nota / Portugal: Capricho de Milionário[carece de fontes?]) é um filme de comédia musical britânico de 1935, dirigido por Thornton Freeland e estrelado por Jack Buchanan, Lili Damita e Nancy O'Neil. É baseado no romance Brewster's Millions, com a ação relocada dos Estados Unidos à Grã-Bretanha.[carece de fontes?]

## Elenco

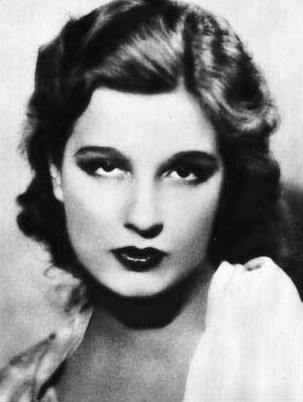
Lili Damita

- Jack Buchanan - Jack Brewster
- Lili Damita - Rosalie
- Nancy O'Neil - Cynthia
- Sydney Fairbrother - Miss Plimsole
- Ian Maclean - McLeod
- Fred Emney - Freddy
- Allan Aynesworth - Rawles
- Laurence Hanray - Grant
- Dennis Hoey - Mario
- Henry Wenman - Pedro
- Amy Veness - Sra. Barry
- Jean Gillie - Miss Tompkins